# Francis Ledwidge

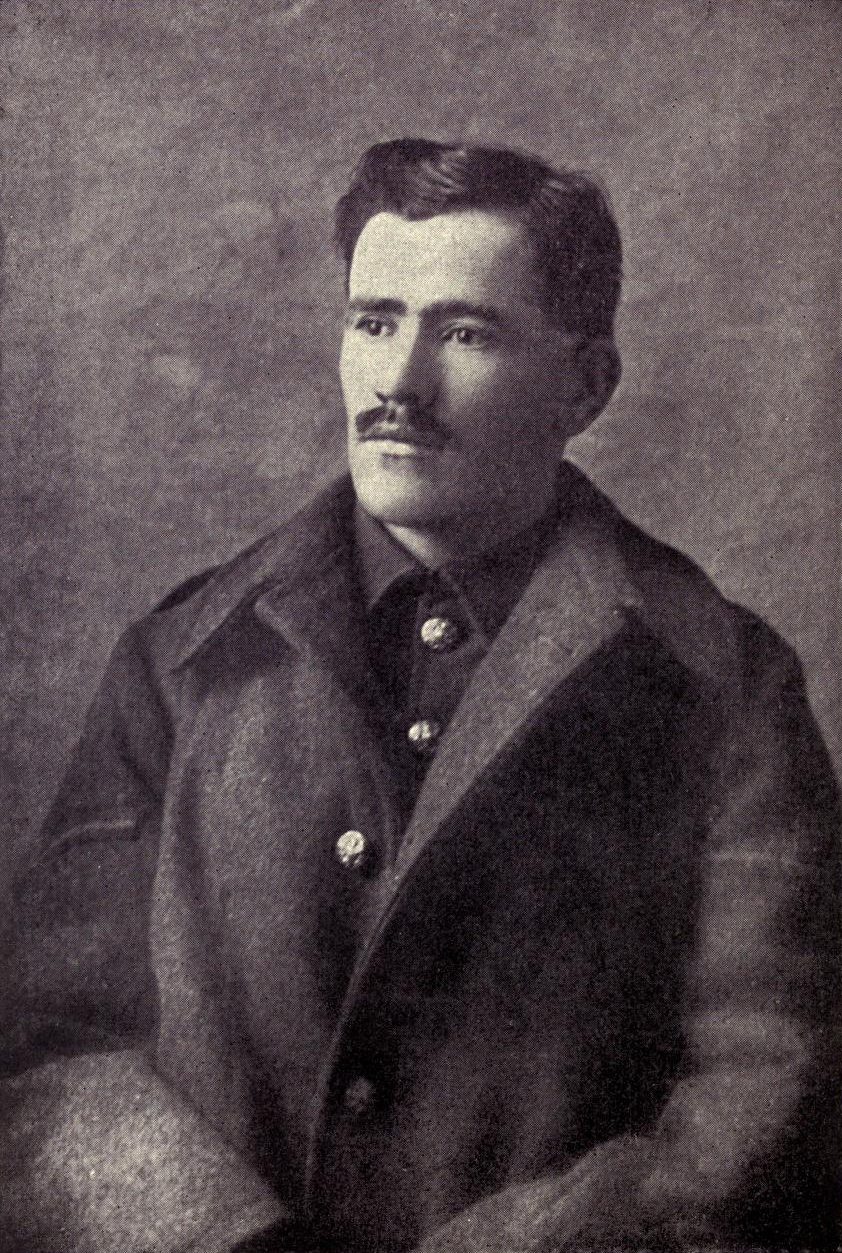
Francis Ledwidge

Francis Edward Ledwidge (* 19. August 1887 in Slane, County Meath; † 31. Juli 1917 in Boezinge, Westflandern) war ein irischer Dichter und Nationalist.

## Leben

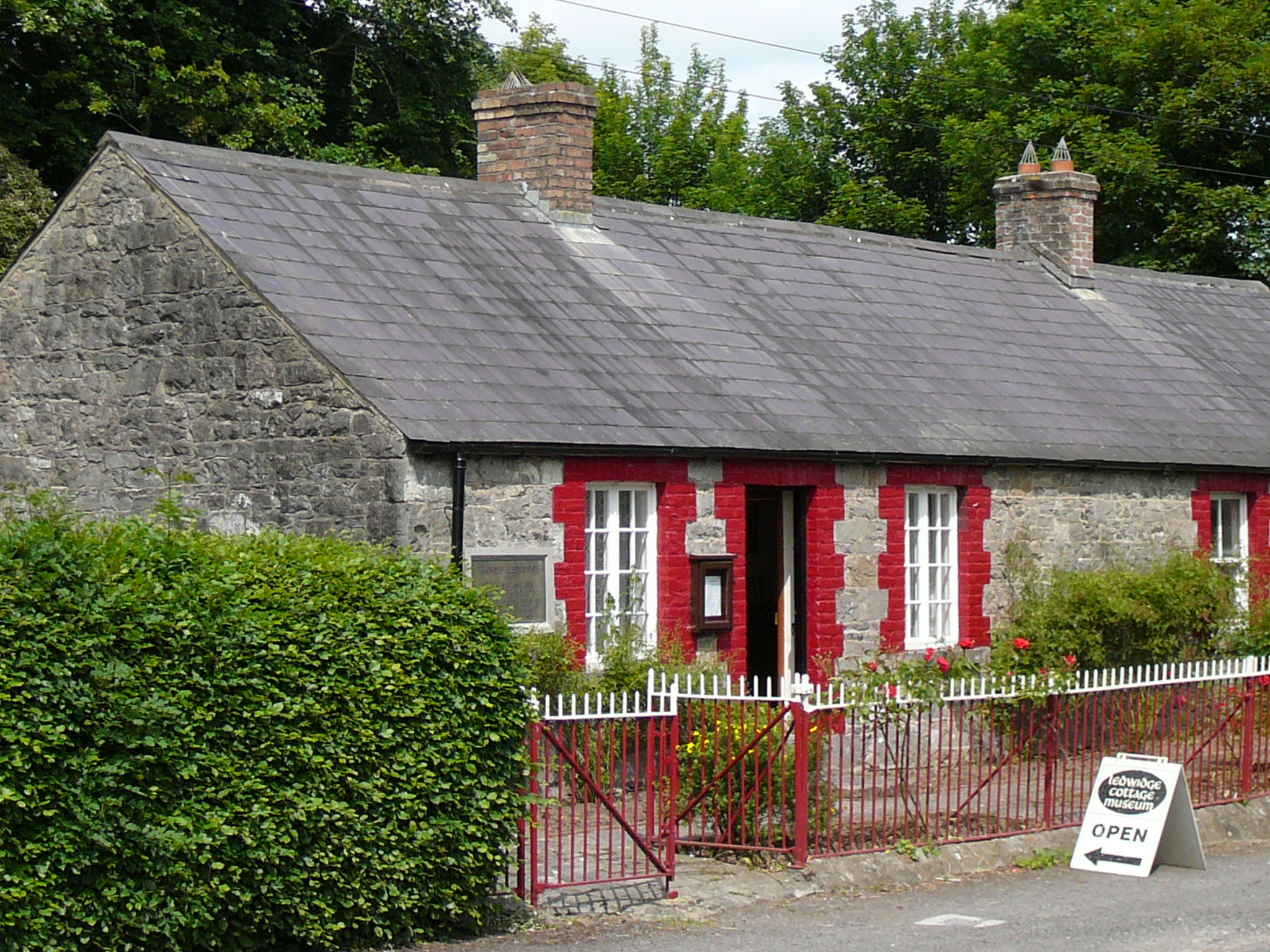
Ledwidge Cottage Museum, Slane

Francis Ledwidge wurde als zweitjüngstes von sieben Kindern der Eheleute Patrick Ledwidge und Anne Lynch in eine in armen Verhältnissen lebende Familie geboren. Er wuchs mit den alten irischen Geschichten und Sagen auf, die seine Mutter ihm erzählte, und den Liedern, die sie ihm vorsang. Nachdem er die Schule im Alter von 13 Jahren verlassen hatte, arbeitete er als Landarbeiter und Handwerksgehilfe. Er war ab 1906 gewerkschaftlich aktiv und war von 1913 bis 1914 der Sekretär der Meath Labour Union in Slane. Ledwidge war politisch links eingestellt und zugleich ein irischer Nationalist. Er versuchte erfolglos eine Abteilung der Gaelic League in seiner Heimatstadt zu gründen. Er war aber mit seinem Bruder Joseph Gründer der Abteilung der Irish Volunteers in Slane. Trotz seiner nationalistischen Einstellung trat er am 24. Oktober 1914 in das 5. Bataillon der Royal Inniskilling Fusiliers ein. Er kämpfte erst in der Schlacht von Gallipoli und dann an der Westfront in Frankreich. Er wurde in der Dritten Flandernschlacht nahe dem Ort Boezinge nördlich von Ypern durch eine Granate getötet.

## Literarisches Werk
Francis Ledwidge nutzte als Jugendlicher jede Gelegenheit, die sich ihm bot, um Gedichte zu schreiben, die ab 1901 in der Lokalzeitung Drogheda Independent erschienen. 1912 sandte er ein Notizbuch an Edward Plunkett, 18. Baron of Dunsany, der unter dem Namen Lord Dunsany Gedichte veröffentlichte und in den literarischen Kreisen Dublins viele Freunde hatte. Lord Dunsany ermunterte Ledwidge zum Schreiben und machte ihn in Dublin mit William Butler Yeats bekannt. Dunsany bereitete die einzige eigenständige Buchveröffentlichung vor, die zu Ledwidges Lebzeiten erschien: Songs of the Fields (1915). Diese Gedichte lassen sich – nach Sprache und Themen – dem Irish Literary Revival zuordnen. Ein zweites Buch mit dem Titel Songs of Peace (1917) war in Vorbereitung, als Ledwidge starb. Dem zweiten Band folgte ein ebenfalls von Dunsay betreuter dritter Band unter dem Titel Last Songs (1918). Ledwidges Lyrik ist vor allem für seine Gestaltung des ländlichen Lebens bekannt; in seinen letzten Gedichten kommen auch der Krieg und dessen Grauen zur Sprache. Edward Marsh nahm Gedichte Ledwidges in den zweiten Band seiner Anthologie Georgian Poetry auf. Dunsany versammelte die in vielen Zeitschriften verstreuten Gedichte Ledwidges in dem Band The Complete Poems of Francis Ledwidge (1919).

## Buchveröffentlichungen
- Songs of the Fields, 1915, im Internet Archive.
- Songs of Peace, 1917.
- Last Songs, 1918, im Internet Archive.
- The Complete Poems of Francis Ledwidge, 1919, im Internet Archive.